# Indicator
Indicator är ett fågelsläkte i familjen honungsvisare inom ordningen hackspettartade fåglar med elva arter som förekommer framför allt i Afrika söder om Sahara, men också i södra och östra Asien:
- Pygméhonungsvisare (I. pumilio)
- Kortnäbbad honungsvisare (I. willcocksi)
- Blek honungsvisare (I. meliphilus)
- Dvärghonungsvisare (I. exilis)
- Mindre honungsvisare (I. minor)
- Fläckhonungsvisare (I. maculatus)
- Fjällig honungsvisare (I. variegatus)
- Himalayahonungsvisare (I. xanthonotus)
- Malajhonungsvisare (I. archipelagicus)
- Svartstrupig honungsvisare (I. indicator)